# Abraham Attah
Abraham Attah est un acteur ghanéen né le 15 juin 2001 révélé notamment par son rôle d'enfant soldat dans le film Beasts of No Nation.

## Filmographie
Cinéma
- 2015 : Beasts of No Nation de Cary Joji Fukunaga : Agu
- 2017 : Spider-Man: Homecoming de Jon Watts : Abraham

Courts métrages
- 2015 : Out of Village de Jonathan Stein : Mebro

## Récompenses et distinctions
- Prix Marcello-Mastroianni du meilleur espoir à la Mostra de Venise 2015 pour Beasts of No Nation